# Asia Rocsta
Asia Rocsta — внедорожник производства Asia Motors. Вытеснен с конвейера моделью Kia Retona.

## Описание
Автомобиль Asia Rocsta производился под видом джипа и пикапа. Он был запущен в производство в 1990 году, через семь лет автомобиль был снят с производства. Его вытеснил с конвейера автомобиль Asia Retona.
В Великобритании автомобиль продавался в 1994—1997 годах, причём под брендом Kia. Модели были оснащены бензиновыми двигателями внутреннего сгорания Mazda и пятиступенчатой механической трансмиссией.
В 1993—2000 годах автомобиль Asia Rocsta продавался в Австралии.

## Модификации
- Rocsta 1.8
- Rocsta 2.2
- Rocsta R2

## Галерея

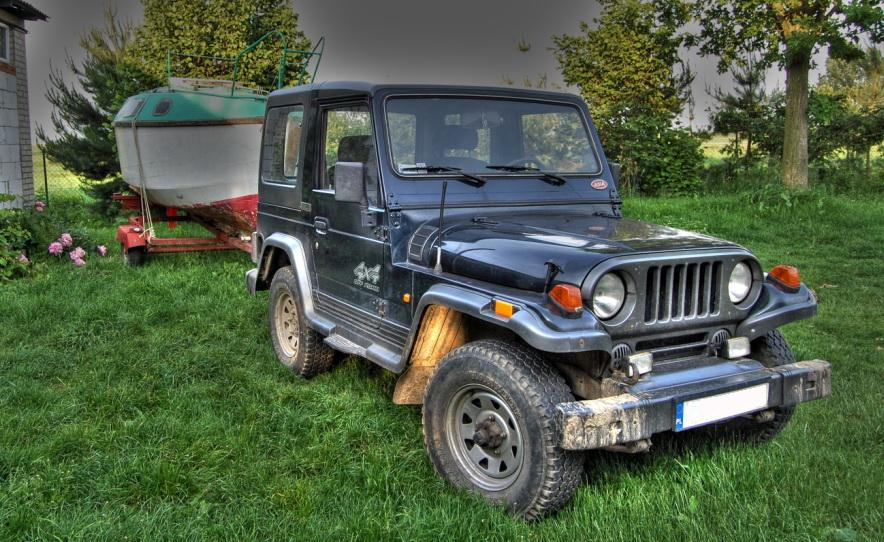
Базовая модель
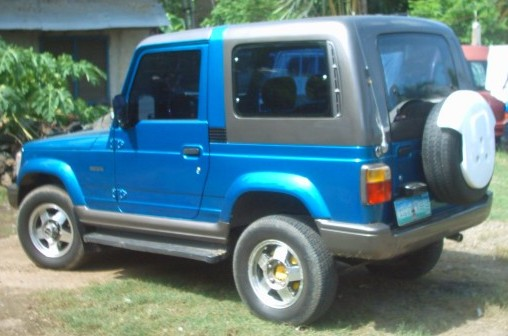
Rocsta R2
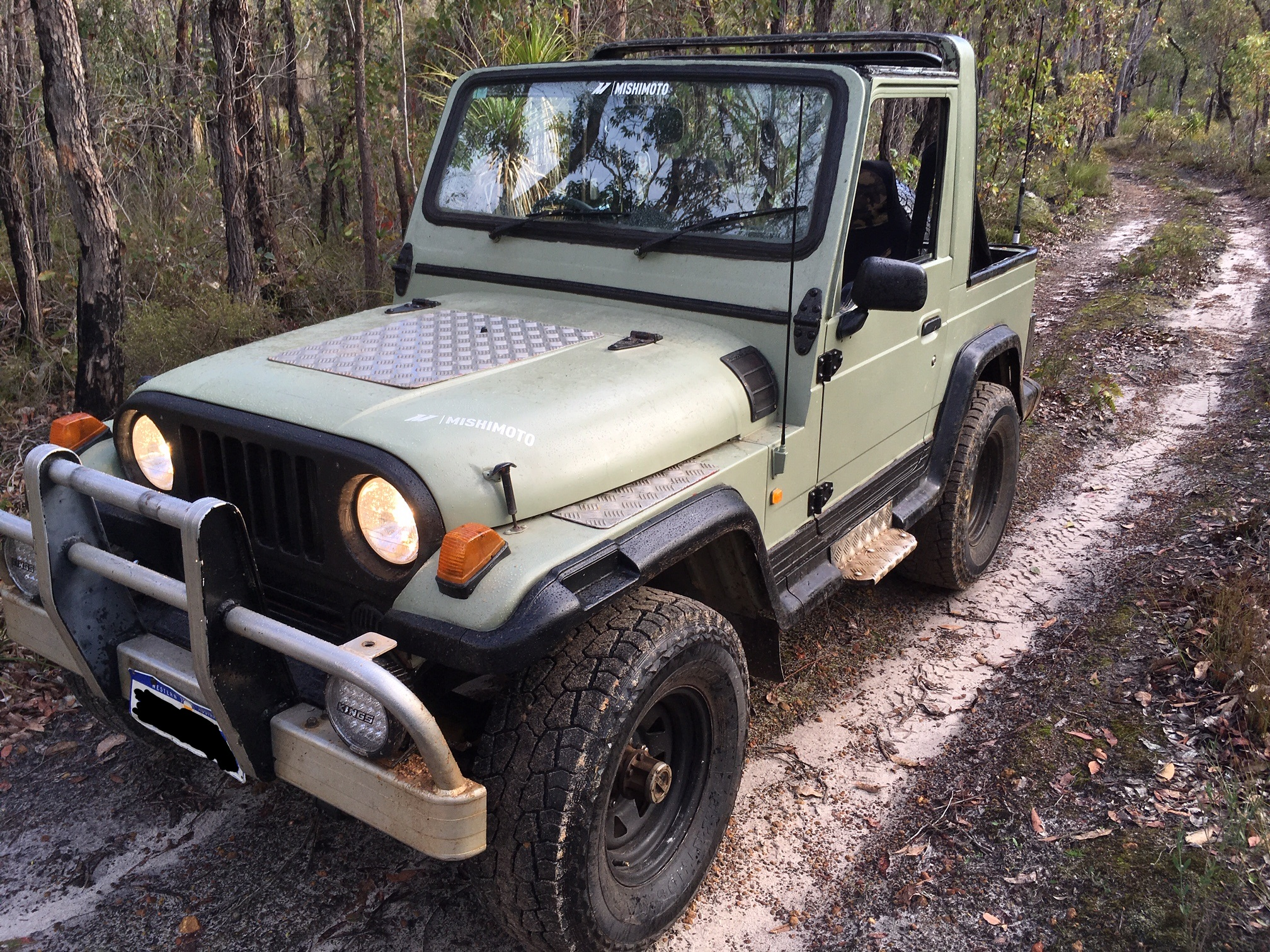
Asia Rocsta, спонсор Мисимото
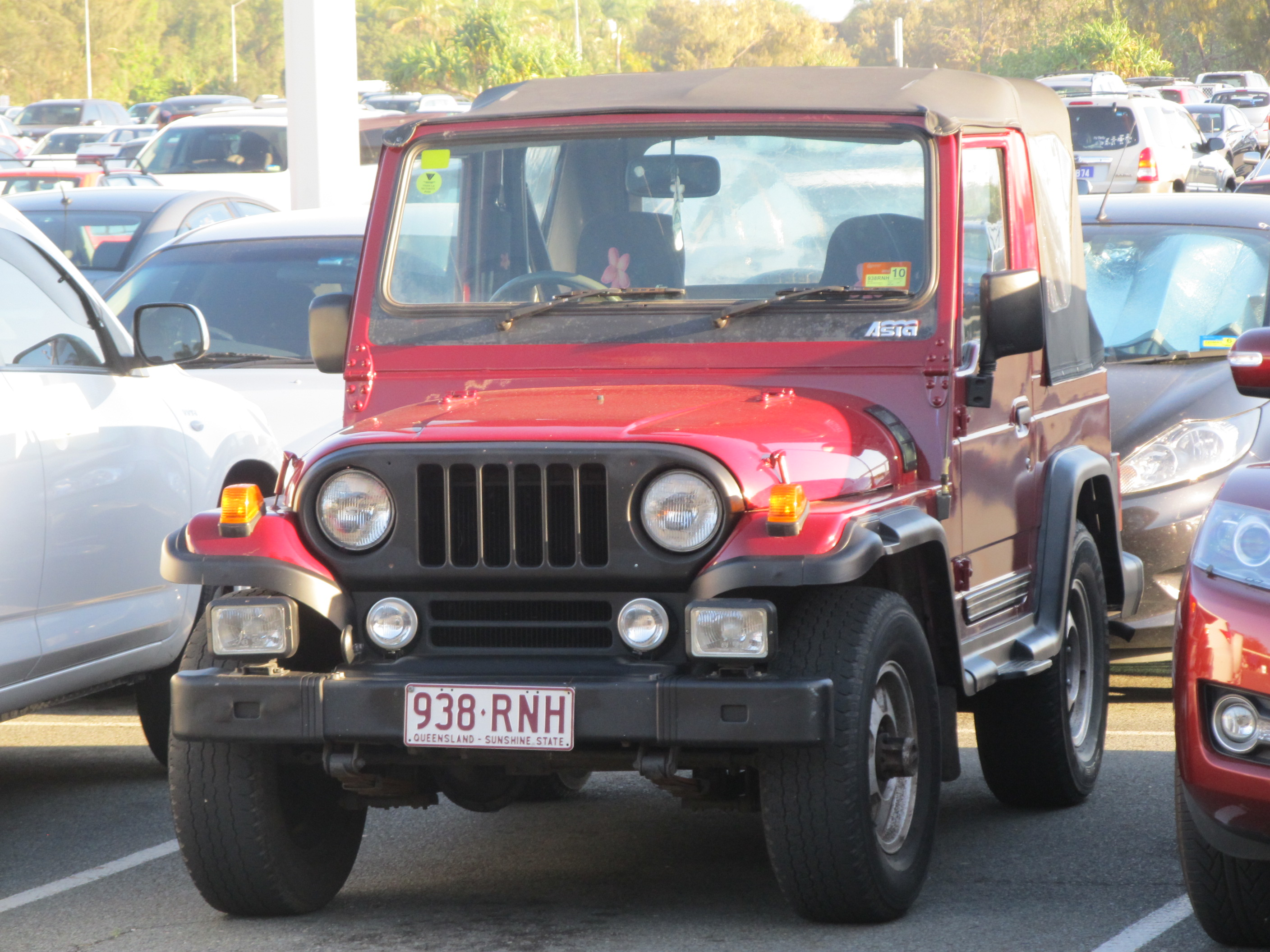
Asia Rocsta в Австралии